# Dictyothamnion
Dictyothamnion, monotipski rod crvenih algi u porodici Champiaceae, dio reda Rhodymeniales. Jedina vrsta je morska alga D. saltatum iz Pacifika (centralna Polinezija, Samoa) i australske obale (Novi Južni Wales).
I rod i vrsta taksonomski su priznati.

## Vanjske poveznice
|  | Zajednički poslužitelj ima još gradiva o temi Dictyothamnion |
|  | Wikivrste imaju podatke o taksonu Dictyothamnion             |